# Ilario Castagner
Ilario Castagner (Vittorio Veneto, Italia; 18 de diciembre de 1940-Perugia, 18 de febrero de 2023) fue un futbolista y entrenador de fútbol italiano que jugó en la posición de delantero.

## Carrera

### Jugador
| Periodo   | Club             | Apariciones | Goles |
| --------- | ---------------- | ----------- | ----- |
| 1959–1960 | AC Reggiana 1919 | 9           | 2     |
| 1960–1961 | AC Legnano       | 23          | 5     |
| 1961–1964 | Perugia Calcio   | 84          | 33    |
| 1964–1967 | AC Prato         | 83          | 17    |
| 1967–1969 | Rimini Calcio    | 51          | 16    |

### Entrenador
| Periodo   | Club            |
| --------- | --------------- |
| 1971–1974 | Atalanta BC U19 |
| 1974–1980 | Perugia Calcio  |
| 1980–1982 | SS Lazio        |
| 1982–1984 | A.C. Milan      |
| 1984–1985 | Internazionale  |
| 1986–1988 | Ascoli Calcio   |
| 1989      | Pescara Calcio  |
| 1991      | Pisa Calcio     |
| 1993–1995 | Perugia Calcio  |
| 1998–1999 | Perugia Calcio  |

## Logros

### Entrenador
- Serie B (2): 1974-1975, 1982-1983
- Serie C1 (1): 1993-1994 (grupo B)
- Copa Karl Rappan (1): 1978
- Copa Mitropa (1): 1986-1987

#### Individual
- Goleador de la Serie C (1): 1963-1964 (grupo B, 17 goles)
- Seminatore d'oro (1): 1978-1979